# Peter Kemper
Peter Kemper (Den Haag, 13 oktober 1942 - Eindhoven, 25 maart 2020) was een Nederlands voetballer.
Kemper begon zijn carrière bij Lenig en Snel in Den Haag. Kemper was een verdediger die voornamelijk verdedigde op techniek en klasse. Na zijn selectie voor het Haags jeugdelftal en het Haags amateurelftal kwam Kemper in 1961 bij PSV. 
Kemper bleef 14 seizoenen in Eindhoven en werd zowel in het tweede jaar als het laatste jaar kampioen met de Eindhovenaren; zij het wel als reserve. Kemper speelde 221 competitiewedstrijden en 17 Europacup-wedstrijden.  In de competitie scoorde hij 6 maal en in de Europacup één keer; in de wedstrijd tegen Ards FC die eindigde in 10-0 scoorde Kemper 3-0. Na PSV vertrok Kemper naar Helmond Sport, waar hij in 1976 zijn voetballoopbaan beëindigde.
Kemper speelde 3 interlands.
Op 47-jarige leeftijd kreeg hij in Limburg tijdens een wielrenritje een hartaanval. Daarna was hij 33 jaar lid van de tuchtcommissie van de KNVB in Zeist. De laatste jaren was hij op vrijwillige basis opnieuw verbonden aan de club die hem voor het eerst een contract gaf. Tijdens en na zijn voetbalcarrière werkte Kemper tientallen jaren als gymleraar op twee scholen in Eindhoven.
In maart 2020 stierf hij op 77-jarige leeftijd.